# Дэбрэ-Бырхан
Дэбрэ-Бырхан (амх. ደብረ ብርሃን) — город в Эфиопии.

## География
Расположен в 120 километрах к северо-востоку от Аддис-Абебы, на шоссе, связывающем столицу с городом Дэссе. Лежит на высоте 2805 метров над уровнем моря.

## История
Одна из первых столиц Эфиопии, Дэбрэ-Бырхан был основан в середине XV столетия императором Зара Якобом, который увидел падающим на этом месте «небесный свет» и который властитель Эфиопии воспринял как божественный знак, последовавший вслед за казнью (побиванием камнями) 38 еретиков. На месте чуда, которое учёные связывают с кометой Галлея (1456 год), Зара Якоб приказал построить две церкви и дворцовый комплекс, в котором и жил до своей смерти.
Далее вплоть до начала XIX века Дэбрэ-Бырхан не играл существенной роли в жизни Эфиопии, пока властитель (негус) провинции Шоа Акфа Васан (1775—1808 годы) не сделал его своей резиденцией. Его сын, Хайле Селассие, восстановил город после разрушений, причинённых ему во время нападения племён оромо и построил в нём церковь Святой Троицы.

## Население
По данным Центрального статистического агентства Эфиопии на 2007 год население города составляет 65 231 человек, из них 31 668 мужчин и 33 563 женщины. 94,12 % населения являются приверженцами эфиопской православной церкви; 3,32 % — мусульмане и 2,15 % — протестанты.
По данным прошлой переписи 1994 года население насчитывало 38 717 человек, из них 17 918 мужчин и 20 799 женщин. Основные этнические группы: амхара (90,12 %); оромо (3,94 %); тиграи (1,81 %); гураге (1,6 %) и аргобба (1,2 %), другие этнические группы составляли 1,33 %. 93,81 % населения считали родным языком амхарский; 3,04 % — оромо и 1,5 % — тигринья; 1,65 % населения назвали другие языки в качестве родного. 94,59 % населения были приверженцами эфиопской православной церкви; 4,05 % — мусульмане; 1,02 % — протестанты.

## Интересные факты
В стихотворении Николая Гумилёва «Леопард» Дэбрэ-Бырхан упоминается под славянизированным названием Добробран.